# 마리아 델버
마리아 델버(Marya Delver, 1974년 8월 9일 ~ )는 캐나다의 영화배우이다.

## 영화
- 더 러브 오브 허 라이프 (2008년)
- 선스 오브 아나키 (2008년)
- 몽키 워페어 (2006년)
- 라스트 웨딩 (2001년)
- 웨이다운타운 (2000년) - 산드라 역
- 베터 댄 초콜릿 (1999년)
- 캐머플러지 (1999년)
- 에이리언 애브덕션: 인서던트 레이크 카운티 (1998년)